# Georg Warda
Georg Warda, syrisch Giwargis Warda war ein syrischer Hymnendichter des 13. Jahrhunderts.

## Leben
Warda (deutsch: „die Rose“) stammte aus Arabella (heute Irbid) und lebte in der Zeit der Mongolenstürme in der Levante. Angeblich war er als Metropolit in Arabella und Mosul tätig. Er war ein bedeutender Dichter der syrischen Renaissance des 12. und 13. Jahrhunderts. Mehrere seiner Gedichte und Hymnen sind in die Liturgie des Christlichen Orients übernommen worden.
Die Metapher der Rose (syrisch „Warda“) bezieht sich auf die Schönheit der Hymnen. Sie erinnern an die persische Poesie in der Gedichtsammlung Golestan des persischen Dichters Saadi aus Schiraz. Georg Warda wurden rund 150 handschriftlich verfasste Gedichte zugeschrieben. Davon wurden bisher 35 veröffentlicht. Es sind Hymnen für verschiedene Jahresfeste, Lobgesänge an Heilige und Märtyrer sowie Ermahnungen zur Umkehr. Das bekannteste Werk ist Das Buch der Rose (Kthava d-warda). Mehrere Hymnen und Klagelieder sind Gedenken an historische Ereignisse wie die Dürre samt Hungersnot im Norden Mesopotamiens in Jahren 1223–1224 und Epidemien. Ein Gedicht thematisiert die mongolischen Überfälle, die die Region 1235–1236 heimsuchten.

## Werke (Auswahl)
- Erinnerung an völkermordende Grauen in Karmelis und Grosny. Verlag von Dewitz-Krebs, Göttingen 2000, ISBN 978-3-932766-08-4.
- deutsche Übersetzung von Heinrich Hilgenfeld (Hrsg.): Ausgewählte Gesänge des Giwargis Warda von Arbel. Leipzig 1904 → Reprint: (= Syriac studies library. Bd. 131). Gorgias Press, Piscataway 2012, ISBN 978-1-617-19254-8.